# Dorothea Röschmann
Dorothea Röschmann (nacida el 17 de junio de 1967) es una soprano de ópera alemana, de Flensburg.

## Educación y primeros años
Röschmann estudió en Hochschule für Musik und Theater Hamburg, bajo la tutela de Barbara Schlick en la Akademie für Alte Musik en Bremen, luego en Los Ángeles, Nueva York, Tel Aviv, y bajo la tutela de Vera Rózsa en Londres. Ella ha estado trabajando como cantante de Lieder y cantante de conciertos, tanto en Alemania como en el extranjero, desde 1986. Obtuvo el reconocimiento internacional en 1995 con su debut en el Festival de Salzburgo, donde cantó el papel de Susanna. en Le Nozze di Figaro, conducido por Nikolaus Harnoncourt, y puesta en escena por Luc Bondy.

## Carrera reciente
Fue destacable miembro del ensamble de la Opera Estatal de Berlín durante muchos años, donde tuvo grandes éxitos cantando Micaëla en Carmen, Susanna en Le nozze di Figaro, Zerlina y Donna Elvira en Don Giovanni, Pamina en La flauta mágica, Fiordiligi en Così fan tutte, Ännchen in Der Freischütz y muchos otros.
Ha aparecido como Contessa d'Almaviva en Le Nozze Di Figaro en el Teatro alla Scala, Milán en marzo de 2012, un papel que también cantó previamente por primera vez en 2004 en el Festival de Ravenna y luego en 2006 en el Royal Opera House (director: David McVicar; director de orquesta: Antonio Pappano) y Salzburgo (nuevamente con Harnoncourt dirigiendo, y organizado por Claus Guth) .
Como cantante de conciertos, participó en el proyecto de Ton Koopman y de Amsterdam Baroque Orchestra & Choir para grabar las obras vocales completas de Johann Sebastian Bach.
El 10 de septiembre de 2011, participó en el concierto de la Filarmónica de Nueva York tocando de Gustav Mahler la Sinfonía n. ° 2, que tuvo lugar en Avery Fisher Hall del Lincoln Center. El concierto gratuito, presentado para conmemorar el décimo aniversario del ataque terrorista del 11 de septiembre en la ciudad de Nueva York, fue conducido por Alan Gilbert y transmitido por televisión en PBS en ese aniversario.
Debutó el papel de Desdemona en el Otello de Verdi en marzo de 2016 en el Salzburg Easter Festival bajo la batuta de Christian Thielemann.

## Reconocimiento y premios
En 2017 obtuvo el reconocimiento de Kammersängerin (cantante de cámara) en la Ópera Estatal Unter den Linden de Berlín.